# Étoile des Espoirs
Étoile des Espoirs var ett franskt etapplopp i landsvägscykling för unga professionella cyklister som avhölls i slutet av säsongen från 1971 till 1985.

## Podieplaceringar
| År   | Vinnare                 | Tvåa             | Trea                 |
| 1971 | Raymond Poulidor        | Bernard Thévenet | Yves Hézard          |
| 1972 | Bernard Labourdette     | André Mollet     | Gérard Moneyron      |
| 1973 | Cees Bal                | Willy Teirlinck  | Roger Rosiers        |
| 1974 | Roy Schuiten            | Willy Teirlinck  | Cyrille Guimard      |
| 1975 | Aad van den Hoek        | Bernard Vallet   | Patrick Perret       |
| 1976 | Jean-Luc Vandenbroucke  | Bernard Thévenet | Robert Bouloux       |
| 1977 | Jean-Luc Vandenbroucke  | Gregor Braun     | Willy Teirlinck      |
| 1978 | Daniel Gisiger          | Fedor den Hertog | Gery Verlinden       |
| 1979 | Sven-Åke Nilsson        | Jo Maas          | Eulalio García       |
| 1980 | Gilbert Duclos-Lassalle | Phil Anderson    | Marino Lejarreta     |
| 1981 | Stephen Roche           | Dominique Arnaud | Siegfried Hekimi     |
| 1982 | Jean-Luc Vandenbroucke  | Joop Zoetemelk   | Laurent Fignon       |
| 1983 | Stephen Roche           | Francis Castaing | Marc Madiot          |
| 1984 | Gilbert Duclos-Lassalle | Maarten Ducrot   | Miroslav Sýkora      |
| 1985 | Ronan Pensec            | Dominique Gaigne | Jean-Paul van Poppel |